# Консько Брдо
44°40′ пн. ш. 15°24′ сх. д. / 44.66° пн. ш. 15.40° сх. д.
Консько Брдо (хорв. Konjsko Brdo) — населений пункт у Хорватії, у Лицько-Сенській жупанії у складі громади Перушич.

## Населення
Населення за даними перепису 2011 року становило 118 осіб.
Динаміка чисельності населення поселення:

## Клімат
Середня річна температура становить 8,85 °C, середня максимальна – 23,36 °C, а середня мінімальна – -7,32 °C. Середня річна кількість опадів – 1236 мм.
| Клімат поселення                              | Клімат поселення | Клімат поселення | Клімат поселення | Клімат поселення | Клімат поселення | Клімат поселення | Клімат поселення | Клімат поселення | Клімат поселення | Клімат поселення | Клімат поселення | Клімат поселення | Клімат поселення |
| Показник                                      | Січ.             | Лют.             | Бер.             | Квіт.            | Трав.            | Черв.            | Лип.             | Серп.            | Вер.             | Жовт.            | Лист.            | Груд.            |                  |
| Середній максимум, °C                         | 5,48             | 6,94             | 10,56            | 14,55            | 19,19            | 22,80            | 23,36            | 23,10            | 18,62            | 13,79            | 8,44             | 4,63             |                  |
| Середня температура, °C                       | −0,92            | 0,52             | 4,16             | 8,14             | 12,79            | 16,38            | 18,89            | 18,63            | 14,16            | 9,31             | 3,98             | 0,15             |                  |
| Середній мінімум, °C                          | −7,32            | −5,88            | −2,25            | 1,74             | 6,39             | 9,98             | 14,41            | 14,17            | 9,69             | 4,86             | −0,48            | −4,32            |                  |
| Норма опадів, мм                              | 92               | 91               | 91               | 98               | 87               | 88               | 58               | 77               | 125              | 141              | 161              | 127              |                  |
| Середньомісячна швидкість вітру, м/с          | 2.12             | 2.25             | 2.50             | 2.43             | 2.23             | 2.03             | 2.02             | 1.92             | 1.98             | 2.10             | 2.32             | 2.34             |                  |
| Середньомісячна сонячна радіація, кДж/м²·день | 4553             | 7238             | 10688            | 15205            | 19435            | 21230            | 23123            | 19887            | 14614            | 9302             | 4888             | 3787             |                  |
| --------------------------------------------- | ---------------- | ---------------- | ---------------- | ---------------- | ---------------- | ---------------- | ---------------- | ---------------- | ---------------- | ---------------- | ---------------- | ---------------- | ---------------- |
| Джерело:                                      |                  |                  |                  |                  |                  |                  |                  |                  |                  |                  |                  |                  |                  |